# Mlin na rijeci Dobri u Crnom Kamanju
Mlin na rijeci Dobri je mlin koji se nalazi u naselju Crno Kamanje koje se nalazi u sastavu općine Generalski Stol, zaštićeno kulturno dobro.

## Opis dobra
Mlin građen kamenom kao prizemnica pravokutnog tlocrta pod dvostrešnim krovištem pokrivenim utorenim crijepom smješten je izvan naselja, uzdužno položen uz rijeku Dobru. Jugoistočna uglovna zona zatvorena je vertikalno pribijenim daskama, kao i obje zabatne zone. Unutrašnjost čini jedna prostorija uz čiju je istočnu stijenu povišen podest „grušt“ s mlinskim postrojenjem. Tri kola su iz vremena gradnje mlina, dok je stroj za mljevenje ječma kasnije datacije. Postrojenje je bilo u funkciji sve do Domovinskog rata. Mlin je na mjestu starije drvene mlinice sagrađen 1876. godine.

## Zaštita
Pod oznakom Z-5478 zaveden je kao nepokretno kulturno dobro – pojedinačno, pravna statusa zaštićena kulturnog dobra, klasificirano kao "profanana graditeljska baština".